# San Miguel (Zamboanga do Sul)
San Miguel é um município de  quarta classe de renda municipal (d) na província Zamboanga do Sul, nas Filipinas. De acordo com o censo de 1 de maio  de  2020 possui uma população de 19 838 pessoas e 4 469 domicílios.